# Svenska viner
Svenska viner är viner framställda i Sverige. En korrekt användning av begreppet innebär att vinet är framställt av vindruvor som är odlade på friland i Sverige, på en svensk vingård. Vissa av dessa vingårdar är försöksodlingar, medan andra är kommersiella producenter. Kommersiella vingårdar finns bland annat i Blekinge, Skåne, Halland, Västergötland, Sörmland och på Öland och Gotland. De flesta ligger relativt kustnära. Den största koncentrationen av vingårdar och vinproducenter finns i Skåne, cirka 30 stycken. För år 2006 uppgav Jordbruksverket att det fanns fyra svenska företag som sålde egenproducerat vin. År 2012 skattades siffran till cirka 30 stycken. Den totala svenska vinproduktionen var år 2008, 5 617 liter, med 3 632 liter rött och 1 985 liter vitt vin, som producerats på en vingårdsareal om cirka 10 hektar. År 2021 har arealen ökat kraftigt och skattades till någonstans kring 150 ha.
Systembolagets försäljning av svenskt vin ökade med 225 procent mellan 2015 och 2019, dvs. vin gjort på druvor som odlats i Sverige. 
Viner från svenska s.k. "urban wineries" , där druvorna importeras för att vinifieras i Sverige, får annat ursprung. Kommer druvorna från EU-länder klassificeras de ursprungsmässigt som ”EU”.
Begreppet "svenska viner" används ibland även oegentligt om svenska fruktviner.

## Historik

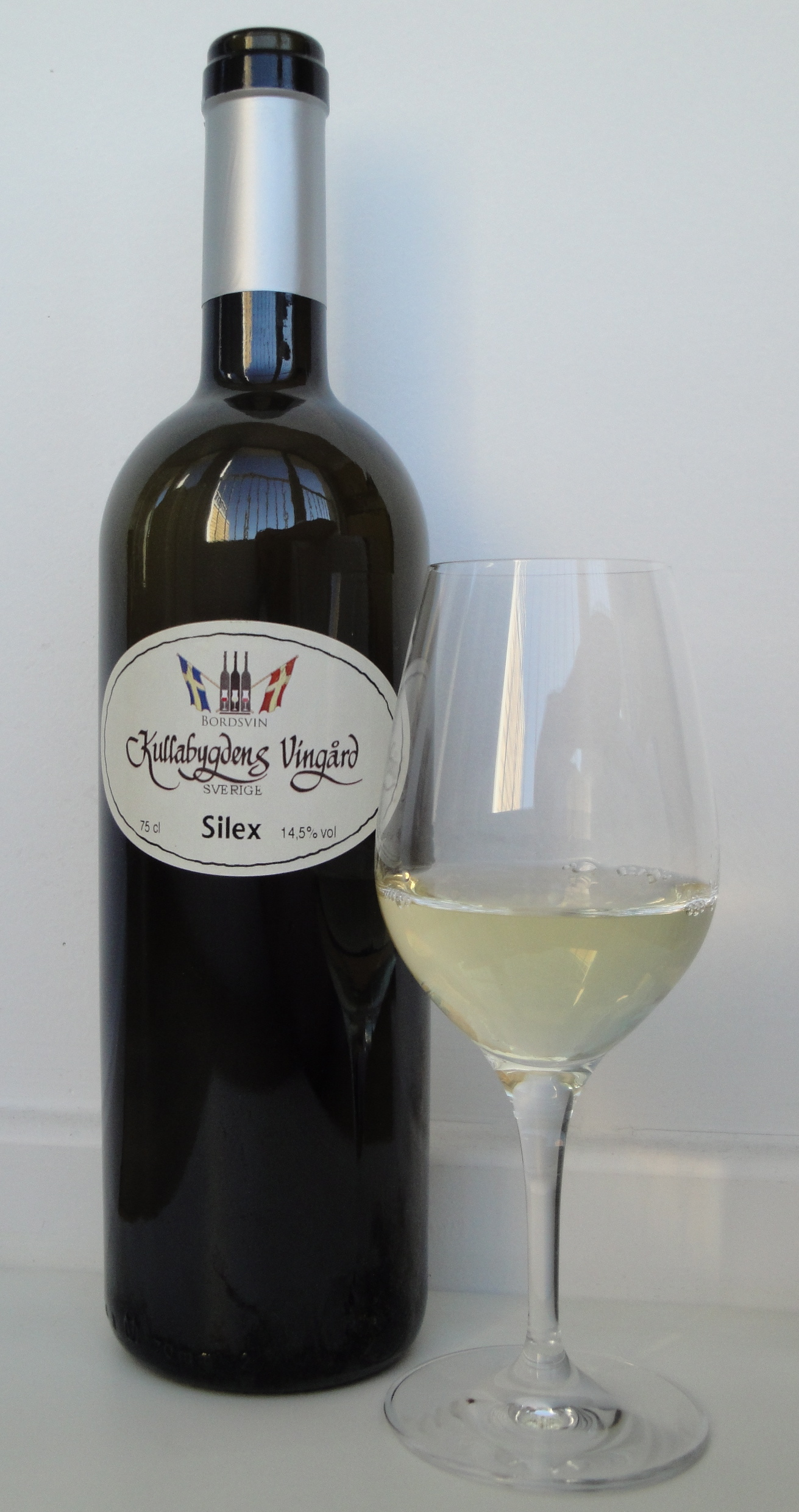
Ett svenskt vin från Skåne, på druvsorten Solaris.

Sverige ingår inte i den vilt växande vinrankans naturliga utbredningsområde, och någon längre, kontinuerlig tradition av vinodling finns inte. Det finns uppgifter om att viss vinodling skedde i svenska klosterträdgårdar när katolska kyrkan etablerade kloster i Sverige. Smärre odlingar av vinrankor i orangerier och andra växthus har förekommit sedan lång tid tillbaka, och enstaka vinrankor av härdiga sorter i särskilt skyddade lägen och gynnsamma mikroklimat, som mot en husvägg eller mur i söderläge. I den mån rankorna inte har varit rena förevisningsexemplar, har de producerat bordsdruvor avsedda att ätas snarare än vindruvor avsedda för vinframställning.
Man kunde dock lätt konstatera att med traditionella tumregler för vinodling, avseende lämpliga breddgrader och erforderligt antal graddagar, var Sverige för kallt och nordligt beläget för storskalig vinodling av det slag som förekommer i klassiska europeiska vinländer.
Under slutet av 1900-talet började dock kommersiell vinodling så smått breda ut sig på nordligare breddgrader och i kallare regioner än de etablerade vinområdena, exempelvis i Kanada, Storbritannien och Danmark. Att denna trend kom till stånd beror framför allt på två faktorer som underlättat vinodling i svalare områden:
- Nya druvsorter, i form av hybriddruvor, som är köldtåliga och mer lättmognande (kortare tid mellan blomning och skörd) än många klassiska europeiska druvsorter. Många av dessa har tagits fram i Tyskland (WBI i Freiburg t ex) som ett led i sökandet efter vinrankor som är tåliga mot olika sjukdomsangrepp, och lämpligheten för kalla klimat är en bieffekt av detta. PIWI (Pilzwiderstandsfähige) är den Tyska beteckningen på dessa motståndskraftiga druvor.
- Odlingstekniker anpassade till kallare klimat, bland annat för att få vinrankorna att överleva vinterkyla utan skador. Dessa tekniker har bland annat utvecklats i Kanada, där de etablerade vinodlingsområdena ligger på breddgrader motsvarande Kontinentaleuropa, men där vintrarna tack vare inlandsklimat kan vara minst lika kalla som i Nordeuropa.

Det har spekulerats i att framtida klimatförändringar kan komma att förstärka trenden med ökad vinodling på nordliga breddgrader och ge den bättre förutsättningar.
Användningen av PIWI-druvor medför en rad vitikulturella förändringar. Bland annat reduceras behovet av att använda bekämpningsmedel såsom pesticider i betydande grad vilket också minskar dieselanvändningen då färre traktoröverfarter behövs.
Idén om att starta kommersiell vinodling på friland, det vill säga inte i växthus, i Sverige fick fäste hos några pionjärer under 1990-talet. Dessa pionjärer tycks ha fått sina mer konkreta idéer från två olika håll - dels från eget arbete i vinodlande länder, och dels från observationer av vinodlingar i Danmark, där utvecklingen varit betydligt tidigare än i Sverige. Efter de första etableringarna har expansionen framför allt skett i Skåne.

## Distribution och försäljning
Ett av de stora problemen för alla svenska vinproducenter är distributionen och försäljningen. Den restriktiva svenska alkoholpolitiken innebär att Systembolaget har monopol på försäljning till konsument, och inga undantag görs för försäljning av egenproducerat vin. Från juni 2025 tillåts gårdsförsäljning i Sverige,  
Sverige är i och med detta det enda EU-land som ej tillåter gårdsförsäljning av varken vin eller fruktvin [källa behövs], vilket är den försäljningskanal som mindre tillverkare i etablerade vinländer ofta utnyttjar. 
Då detta har medfört kritik mot gällande alkoholpolitik och Systembolaget, infördes sommaren 2008 möjligheten till försäljning i en lokal butik under viss villkor. Detta kräver en offert, och innebär att de normala sortimentsreglerna ej tillämpas.
Förväntningarna från vinproducenterna på att få sälja sitt vin från egen gårdsbutik är stora och en rad motioner har föreslagit en förändring av lagstiftningen.
En utredning, under ledning av förra landshövdingen Elisabeth Nilsson, som föreslår en modell för införande av småskalig gårdsförsäljning av alkoholdrycker överlämnades till regeringen i december 2021.

## Klassificering
EU:s vinlagstiftning bygger på principen att respektive land inför regler för vinklassificering inom ramen för det gemensamt överenskomna regelverket. Regelverket är anpassat till skyddade ursprungsbeteckningar och inte minst kvalitetsviner, såsom franska appellationsviner och tyska Prädikatswein. Sverige har inte infört några klassificeringsregler, och därför får svenska viner enbart säljas som bordsvin, den lägsta nivån i systemet, där mycket strikta begränsningar om vilken information som alls får sättas ut på etiketten gäller.
Den svenska vinbranschen arbetar för att kunna införa en svensk klassificering för kvalitetsvin och regionalt vin.

## Druvsorter tillåtna i Sverige
Inom ramen för EU:s lagstiftning kring vinframställning är samtliga druvsorter som är godkända av EU även tillåtna att odla i Sverige.
Den vanligast odlade druvsorten i Sverige är den gröna druvan Solaris. Den är mycket mångsidig och kan användas till allt från torra till söta viner samt mousserande vin och orange vin.

### Gröna druvsorter
| - Bacchus - Bianca - Chardonnay - Kerner - Madeleine Angevine 7672 | - Malingre precoce - Merzling - Müller-Thurgau - Orion - Ortega | - Phoenix - Reichensteiner - Riesling - Sauvignon blanc - Seyval blanc | - Siegerrebe - Solaris - Souvignier gris - Vidal blanc - Zalas Perle |

### Blå druvsorter
| - Acolon - Cabernet Dorsa - Cabernet Franc | - Cabernet Cortis - Frühburgunder - Garanoir | - Léon Millot - Merlot - Pinot noir | - Regent - Rondo - Monarch |

## Svenskframställda viner
I viss utsträckning har viner framställts i Sverige utgående från vindruvor odlade i andra länder. De kan tillverkas från importerad druvmust eller från importerade färska vindruvor. Eftersom produkterna är framställda på importerade råvaror så listas de utefter detta ursprung av Systembolaget. De flesta länders kvalitetsviner, och alla välrenommerade europeiska viner är framställda under skyddade ursprungsbeteckningar som innefattar även druvråvaran.

### Svenska vinodlare och producenter
- Arilds vingård, Arild
- Apöja vingård, Vikbolandet
- Assmåsa gods, Sjöbo
- Blaxsta vingård, Flen
- Cehlin vingård, Kristianstad
- Chateau Luna, Lysekil
- Flyinge vingård, Flyinge
- Flädie mat och vingård, Bjärred
- Fredholms vingård, Tyringe
- Frillestads vingård, Påarp
- Gutevin, Hablingbo
- Håks gård, Mörbylånga
- Hällåkra vingård, Anderslöv
- Kullabergs vingård, Nyhamnsläge
- Köpingsbergs vingård, Köpingebro
- Lottenlund Estate, Allerum
- Långmyre vineri, Burgsvik
- Rygga vingård, Fjärås
- Skepparps vingård, Kivik
- Skillinge Vingård/Domän Sånana, Skillinge
- Snårestads vingård, Ystad
- Stora Boråkra, Karlskrona
- Stora Horn, Hasslö
- Särtshöga vingård, Väderstad
- Södåkra vingård, Höganäs
- Thora vingård, Båstad
- Två liljor, Gränna
- Vejby vingård, Vejbystrand
- Vingård Hall, Varberg
- Vingården i Klagshamn, Klagshamn
- Vingårdsparken Tygeå, Löderup
- Vistakulle vingård, Huskvarna
- Vittsjö vingård, Vittsjö
- Wannborga mat och vingård, Köpingsvik
- Åhus vingård, Åhus
- Ästad Vingård, Tvååker
- Österlen vin, Löderup